# Penpen
Penpen ist eine Gottheit der ägyptischen Mythologie. Er ist nur in thebanischen Gräbern aus der Ramessidenzeit (19./20. Dynastie) bezeugt. Seine Aufgabe ist es, eine Liste über die Empfänger von Totenopfern zu führen.